# Unterseeboot UB-122
Pour les autres navires du même nom, voir Unterseeboot 122.
L'Unterseeboot UB-122 est un sous-marin (U-Boot) allemand de type UB III utilisé par la Kaiserliche Marine pendant la Première Guerre mondiale. Il est mis en service dans la marine impériale allemande le 4 mars 1918.
L'UB-122 s’est rendu aux Alliés à Harwich le 20 novembre 1918, conformément aux exigences de l’armistice avec l’Allemagne. Après avoir été exposé à Southampton en décembre 1918, il fut ensuite désarmé à Portsmouth jusqu’à ce qu’il soit sabordé dans la Manche le 1er juillet 1921.
Bien que les documents contemporains de l’Amirauté ne laissent aucun doute sur le sort de l'UB-122, son nom est devenu largement associé à l’une des trois épaves de sous-marins de la Medway,, dont un autre document de l’Amirauté indique clairement qu’il ne peut s’agir que de l'UB-144, de l'UB-145 ou de l'UB-150.

## Conception
Comme tous les sous-marins de type UB III, l'UB-122 avait un déplacement de 512 tonnes en surface et de 643 tonnes en immersion. Ses moteurs lui permettaient de naviguer à 13,9 nœuds (25,7 km/h) en surface et à 7,6 nœuds (14,1 km/h) en immersion. Il avait un rayon d'action de 7280 milles marins (13480 km) à sa vitesse de croisière. L'UB-122 transportait 10 torpilles et était armé d’un canon de pont de 8,8 cm. L'UB-122 avait un équipage pouvant compter jusqu’à 3 officiers et 31 hommes.

## Historique des services
L'UB-122 a été construit par AG Weser à Brême. Après un peu moins d’un an de construction, il a été lancé à Brême le 4 mars 1918. Il a été mis en service plus tard la même année sous le commandement de l'Oberleutnant zur See Alexander Magnus.

## Affectations
- IIIe flottille : du 7 juillet au 11 novembre 1918

## Commandants
- Oberleutnant zur See Alexander Magnus[9] : du 4 mars au 11 novembre 1918